# Gustavia parvula
Gustavia parvula är en kvalsterart som först beskrevs av Banks 1909.  Gustavia parvula ingår i släktet Gustavia och familjen Gustaviidae. Inga underarter finns listade i Catalogue of Life.